# Завротняк, Радослав
Радослав Александер Завротняк (пол. Radosław Aleksander Zawrotniak, род. 2 сентября 1981) — польский фехтовальщик-шпажист, призёр чемпионатов мира, Европы и Олимпийских игр.

## Биография
Родился в 1981 году в Кракове. В 2007 году стал серебряным призёром чемпионата Европы. В 2008 году на Олимпийских играх в Пекине стал обладателем серебряной медали в командном первенстве, а в личном первенстве стал 6-м. В 2009 году стал обладателем бронзовой медали чемпионата мира. В 2010 году завоевал бронзовую медаль чемпионата Европы. В 2012 году принял участие в Олимпийских играх в Лондоне, но занял там лишь 20-е место. 